# Nicromita
La nicromita és un mineral de la classe dels òxids, que pertany al grup de l'espinel·la.

## Característiques
La nicromita és un òxid de fórmula química (Ni,Co,Fe)(Cr,Fe,Al)₂O₄. Es tracta d'una espècie que ha estat publicada sense l'aprovació definitiva de l'Associació Mineralògica Internacional. Cristal·litza en el sistema isomètric. La seva duresa a l'escala de Mohs es troba entre 6 i 6,5. Va ser descoberta al dipòsit de níquel de Bon Accord, al districte de Barberton, a Mpumalanga (Sud-àfrica), l'únic indret on ha estat descrita.
Segons la classificació de Nickel-Strunz, la nicromita pertany a «04.BB: Òxids amb proporció Metall:Oxigen = 3:4 i similars, amb només cations de mida mitja» juntament amb els següents minerals: cromita, cocromita, coulsonita, cuprospinel·la, filipstadita, franklinita, gahnita, galaxita, hercynita, jacobsita, manganocromita, magnesiocoulsonita, magnesiocromita, magnesioferrita, magnetita, qandilita, espinel·la, trevorita, ulvöspinel·la, vuorelainenita, zincocromita, hausmannita, hetaerolita, hidrohetaerolita, iwakiïta, maghemita, titanomaghemita, tegengrenita i xieïta.